# Carrie Hope Fletcher
Carrie Hope Fletcher (ur. 22 października 1992 w Londynie) – brytyjska pisarka, aktorka i vlogerka.

## Życiorys
Jest siostrą Toma Fletchera z zespołu McFly. W 2012 nagrali razem utwór On a Rainbow, który był oficjalnym singlem maskotek Letnich Igrzysk Olimpijskich w Londynie.
Od 2011 roku prowadzi kanał w serwisie YouTube – Carrie Hope Fletcher (wcześniej: ItsWayPastMyBedTime).
W 2001 roku zadebiutowała na West Endzie jako młoda Éponine w musicalu Les Misérables. W 2013 roku powróciła do roli. Jest jedyną brytyjską aktorką, która zagrała obie role - młodej i dorosłej Éponine.
W grudniu 2017 wystąpiła w wystawionej w Londynie muzycznej produkcji The Christmasaurus LIVE! z utworami napisanymi przez Toma Fletchera.
W 2021 roku zagra tytułową rolę w musicalu Andrew Lloyd Webbera Cinderella w Gillian Lynne Theatre.

## Role teatralne[3][4]
- Les Misérables - Młoda Éponine, Éponine, Fantine
- Chitty Chitty Bang Bang - Jemima Potts
- Marry Poppins - Jane Banks
- Heathers - Veronica
- The Christmasaurus LIVE! - Brenda
- The Addams Family - Wednesday Addams
- Cinderella - Kopciuszek

## Dyskografia
- When The Curtain Falls (2018)